# Курганцы (Житомирская область)
Курганцы (укр. Курганці) — село на Украине, основано в 1898 году, находится в Хорошевском районе Житомирской области.
Население по переписи 2001 года составляет 127 человек. Почтовый индекс — 12124. Телефонный код — 4145. Занимает площадь 0,404 км².

## Адрес местного совета
12124, Житомирская область, Хорошевский р-н, с. Дашинка, ул. Чкалова, 5, тел.: 71-2-31